# Hypatia astyoche
Hypatia astyoche là một loài bướm đêm thuộc phân họ Arctiinae, họ Erebidae.